# 조화로운 사회
화협사회(또는 사회주의 화협사회)는 중국에서 부상한 사회 경제학 개념으로, 이는 계속된 경제 성장으로 인해 발생한 사회 불평등과 불평등이 심화되고 있다는 주장에 대한 대응이다. 이로 인해 중국 사회에서는 경제 성장에서 전반적인 사회적 균형과 조화로의 철학적 전환이 일어났다. 이는 중국 공산당의 국가 목표 중 하나로 결정되었으며, 중산구와 함께 국가의 목표 중 하나로 설정되었다.
사회조화의 개념은 고대 중국 시대, 즉 공자의 시기로 거슬러 올라간다. 이에 따라 이 철학은 신유학의 한 형태로도 특징화되었다. 현대에 이르러, 이는 후진타오의 특색 있는 이념인 과학적 발전 개념의 중요한 요소로 발전했으며, 2000년대 중반에 개발된 이 개념은 2005년 전국인민대표대회 기간 중 후원 행정에 의해 다시 소개되었다.
"화협사회"는 후진타오의 통치 철학이 그의 전임자들과는 달라졌음을 보여주었다. 2011년 임기 말에 후진타오는 그 이념을 국제적 차원으로 확장했으며, 국제 평화와 협력에 중점을 둬 "화해로운 세계"로 이끌 것이라고 주장했다. 후진타오의 후임인 시진핑 행정은 그의 철학을 덜 강조하는 대신 중국 꿈에 중점을 두었다.

## 역사
중국 문화에서 화해 개념은 음악에서 유래한다. 동주 시대 동안, 음악에 대한 토론이 공자 및 그가 창조한 사상 학파 유학 에서 번성했다. 유학은 중국 음악의 초기 형태인 금의 형성에 핵심적인 역할을 했다.

금 음악은 압력의 정도와 템포의 속도와 같은 기술을 통해 화해 개념을 보여주는데, 이는 음양 및 사계절의 다른 온도를 상징한다. 소리의 적당한 조화는 완벽한 순서를 유지할 수 있으며 이러한 상반된 요소들을 조화롭게 조절하여 절제된 음악 작품이 최고의 소리라고 여겨진다. 또한, 여가라고도 불리는 가장 영향력 있는 작품 중 하나는 다음과 같이 기록하고 있다.
초기 지배자들이 예식 [rituals]과 음악 [music]을 형성할 때, 그 목적은 입, 위, 귀, 눈을 만족시키기 위한 것이 아니라 인민들에게 그들의 호불호를 절제하도록 가르치고 그들을 올바른 삶의 방향으로 돌아오게 하는 것이었다.
유교적 개념 하에서, 음악은 사람들을 더 문명화되도록 변화시키는 힘이 있으며 음악의 목표는 개인, 자연 및 사회 간의 균형을 만드는 것이다. 사람들을 "올바른 삶의 방향으로" 이끄는 것은 음악의 지도적 역할을 의미할 뿐만 아니라, "올바른 '분위기'는 하늘의 아들인 국가원수, 황제에 의해 설정되었다"고 통치자들의 힘을 강조했다.":12 통치자들의 힘은 중국 문명의 근본적인 주제를 반영한다. 국가 또는 지배 정부는 사람들을 돌보는 특별한 역할을 하지만, 중국의 통치 정부를 다른 통치 정부와 구별하는 것은 정부를 그들의 가족의 일부라고 여기는 시민들의 존경하는 태도이다." 그러므로, 중국인들은 중국 전통에 따라 다른 가족들로부터 높은 존경을 받는 아버지의 말을 듣는 것처럼 정부의 지도를 받는다. 게다가 "국가의 음악 통제를 뒷받침하는 또 다른 전통은 언어적인 '메시지'에 대한 중국인의 기대이다. .:14 "언어적 메시지"는 사람들의 말 뒤에 숨겨진 의미이다. "언어적 메시지"에 도달하기 위해서는 단어를 읽고 원하는 혹은 기대되는 반응이 무엇인지 스스로에게 물어볼 필요가 있다. 중국어로서 전통은 더 많은 관심과 존경을 가진 "아버지", 즉 정부가 노래를 통해 소원을 전하는 것을 더욱 쉽게 만든다.

## 정치적 맥락
"사회주의 조화사회" 개념은 중국 공산당 지도력의 새로운 방향을 나타내며, 장쩐민과 후진타오 사이의 전환을 보여준다. 비록 "사회주의 조화사회"가 표면적으로는 긍정적이지만, 많은 학자들은 지도자인 중국 공산당 총서기 후진타오가 중국의 정치 체제를 더 깊게 개혁하려는 비전을 가지고 있다고 믿었다. 또한 과학적 발전 개념은 장기적으로 지속 가능한 성장을 위한 과학적 발견과 기술 진보에 중점을 둔다. 지속 가능한 성장은 매크로 경제학에서 여러 해 동안 잠재적인 GDP를 나타내며 (즉, 생산된 모든 것이 소비되며 주기적인 실업이 없음), 미래에도 지속된다.
또한, "사회주의 조화사회" 개념은 사회 불평등과 재산 격차 문제에 대한 대응으로서, 즉각적인 대처를 하지 않으면 사회 불안정과 심지어 혼란을 초래할 수 있다. 부의 격차 확대에 기여한 핵심적인 이유는 기업가와 관리들 간의 담합을 특징으로 한 사회적 불평등이었다. 기업가들은 담합을 통해 농민들로부터 토지를 사들인 후 높은 가격에 매각할 수 있었다. 나아가 민간 탄광 소유주들은 지역 관리들의 보호를 받아 생산 비용을 절감하기 위해 안전 규정을 무시했다. 그 결과, 수천 명의 광부들이 사고로 사망했다.
1989년 천안문 시위 이후, 중국 지도부는 안정을 유지하는 데에 대해 극도로 민감하게 반응했다. 후진타오 총서기의 안정과 개방에 대한 초점은 이안 브레머의 책 J 커브: 왜 국가가 떠오르고 무너지는지를 이해하는 새로운 방법에서 다루어진 중심 모델이다. 브레머에 따르면, 중국 정부는 안정된 사회 환경에서 완전히 개방된 환경으로 이동하면서 불안정을 피하기 위해 신중하게 노력하고 있다. "J 커브" 모델은 대부분의 국가의 정치적 발전에 적용될 수 있으며 안정과 개방 사이의 선택을 제시한다. "사회주의 조화사회" 개념은 모델의 두 요소를 모두 포함한다고 알려져 있다. 따라서 후진타오의 "사회주의 조화사회"는 정치적 개혁을 확립하고 사회 정의와 평등을 보호하는 근본적인 메시지를 가지고 있다고 볼 수 있다.

## 새로운 해석
후진타오 주석은 중국 공산당 총서기 및 최고지도자로서 물러나기 2년 전인 2011년 초에 미국을 방문했다. 그의 방문의 주요 메시지들 중 하나는 평화와 협력에 관한 생각이었다. "중국과 미국은 국제 사안에 주요한 영향을 미치며 세계 평화를 유지하고 공동 발전을 촉진하는 데 있어 중요한 책임을 지고 있다." 후진타오 주석은 정부 연회에 참석하는 것 외에도 미중 비즈니스 협의회, 오하이오주에 있는 중국 자회사 자동차 부품 공장, 그리고 시카고의 월터 페이턴 칼리지 예비 고등학교/시카고 공민 학술원을 방문했다. 월터 페이턴 프렙에서 미국과 중국 간의 차이점을 묻는 질문에, 후진타오 주석은 "중국과 미국은 서로 다른 역사, 문화, 사회 제도, 발전 수준을 가지고 있지만, 두 국가의 국민들은 평화를 사랑하며 성장을 추구한다. 나는 두 나라 간의 우정이 영원히 지속되기를 바란다."고 말했다.
그의 은퇴를 앞두고 몇 가지 의제들이 준비되어 있지 않은 가운데, 후진타오 주석은 평화, 협력, 그리고 소프트 파워 교류에 기반을 둔 화합의 개념을 미국에 제시했다.
중국 지도자는 소프트 파워의 활용뿐만 아니라 "미래의 그림자"라는 개념을 사용했다. 후진타오 주석은 그 고등학교에서 학생들에게 "젊은 세대는 나라의 미래이자 세계의 희망이다. 중미 관계의 전망은 두 나라의 젊은이들의 손에 달려 있다."고 말했다.
미국은 중국의 부상에 대해 강경한 입장을 취하고 있다. 미국 선거 당시의 정치적 환경을 고려할 때, 이러한 강경한 입장의 적절성에 대해 논의하고 있다. 후진타오 주석의 방문 중, 버락 오바마 대통령은 중국에게 미국이 동아시아과 태평양 지역에서 그 영향력을 재확인하고 있다고 확언했다. 실제로 미국은 2012년 초에 호주에 군대를 배치하고 남중국해의 주권 분쟁에 대한 외교/군사적 압력을 통해 태평양 지역에서의 군사와 정치적 입지를 강화해 왔다.
후진타오의 후임인 시진핑 행정은 "조화로운 사회"라는 표현을 덜 사용했다. 이 용어는 중국 공산당 중앙위원회 제18차 전체회의에서 통과된 결의안에서 한 번만 언급되었다.

## 비판과 풍자
초기에 대중의 반응은 긍정적이었지만, 수년에 걸쳐 "조화로운 사회"는 "어떠한 경우에도 안정성을 취하는 것"을 뜻하는 완곡한 단어로 자리잡게 되었으며 일부 비판을 받기도 했다. 정부는 종종 "조화로운 사회"를 중국 내 반대 의견을 진압하고 엄격하게 정보를 통제하는 행위를 정당화하기 위한 수단으로 사용한다. 일부 사회 평론가들은 "조화로운 사회"를 구축하는 과정에서 중국이 덜 정의롭고, 덜 평등하며 덜 공정해졌다는 아이러니를 지적했다. 한편, 후진타오 주석의 비평가들 중 일부는 "사회주의 조화 사회" 개념의 적용이 성공하지 못했다고 주장한다. 중국 학자 청 리는 후진타오 주석의 "조화로운 사회" 프로그램의 실패가 그의 재임 기간 중 "가장 심각한 함정"이었다고 말했다. 비평가들은 조화로운 사회가 실제로 실패했다는 증거로 증가한 부의 격차, 더 높은 내부 보안 예산, 그리고 전례 없는 국영 산업의 부패를 제시하고 있다.

### 강게
용어 "강게"(중국어 간체자: 河蟹, 병음: héxiè)는 중국 본토의 인터넷 검열을 참조하는 인터넷 은어로 채택되었다. 강게는 중국어에서 "조화"와 유한 발음을 가지고 있다. 또한 조화라는 단어 자체가 종종 포럼에서 삭제된 부적절한 내용이나 언론에서 민감한 문제를 보도하는 이야기의 검열을 가리키는 "검열"을 지칭하는 동사가 될 수도 있다. 이 방식으로 검열된 것을 일반적으로 "조화되었다"고 표현되기도 한다.(被和谐了).

## 같이 보기
- 계급갈등
- 대동(Great unity)
- 중화인민공화국의 사회 문제